# 堀戸けい
堀戸 けい（ほりと けい、本名：千葉 一郎）は、日本の漫画家。

## 来歴
和歌山県紀の川市東大井（旧打田町）出身。大阪芸大デザイン科中退。長谷川法世、佐藤まさあきのアシスタントを経て青年誌でデビュー。その後、レディースコミックに舞台を移し、官能・ミステリー・ドキュメンタリー等幅広く活躍。
ペンネームの【堀戸けい】は和歌山弁で、ほっとけ（ほっといて）から来たとの事

## 主な作品
- 逃げる女 （集英社）
- 御曹司の掟（芳文社）
- 秘書のカガミ（日本文芸社）
- 潜入特務秘書 伊集院薫子 （原作：鍋島雅治、徳間書店）
- 労働者のミカタ（集英社）